# Fontenoy-sur-Moselle
Fontenoy-sur-Moselle és un municipi francès situat al departament de Meurthe i Mosel·la i a la regió del Gran Est. L'any 2007 tenia 357 habitants.

## Demografia

### Població
El 2007 la població de fet de Fontenoy-sur-Moselle era de 357 persones. Hi havia 135 famílies, de les quals 33 eren unipersonals (4 homes vivint sols i 29 dones vivint soles), 33 parelles sense fills, 61 parelles amb fills i 8 famílies monoparentals amb fills.
La població ha evolucionat segons el següent gràfic:
Habitants censats

### Habitatges
El 2007 hi havia 141 habitatges, 136 eren l'habitatge principal de la família, 1 era una segona residència i 4 estaven desocupats. 136 eren cases i 5 eren apartaments. Dels 136 habitatges principals, 115 estaven ocupats pels seus propietaris, 16 estaven llogats i ocupats pels llogaters i 4 estaven cedits a títol gratuït; 1 tenia una cambra, 4 en tenien dues, 8 en tenien tres, 37 en tenien quatre i 86 en tenien cinc o més. 104 habitatges disposaven pel capbaix d'una plaça de pàrquing. A 37 habitatges hi havia un automòbil i a 85 n'hi havia dos o més.

### Piràmide de població
La piràmide de població per edats i sexe el 2009 era:
| Homes | Edats   | Dones |
| ----- | ------- | ----- |
| 0     | 95 o +  | 0     |
| 0     | 90 a 94 | 0     |
| 4     | 85 a 89 | 0     |
| 0     | 80 a 84 | 8     |
| 8     | 75 a 79 | 4     |
| 4     | 70 a 74 | 8     |
| 4     | 65 a 69 | 4     |
| 8     | 60 a 64 | 12    |
| 0     | 55 a 59 | 0     |
| 4     | 50 a 54 | 0     |
| 4     | 45 a 49 | 8     |
| 12    | 40 a 44 | 8     |
| 8     | 35 a 39 | 16    |
| 4     | 30 a 34 | 4     |
| 4     | 25 a 29 | 8     |
| 4     | 20 a 24 | 8     |
| 8     | 15 a 19 | 4     |
| 28    | 10 a 14 | 8     |
| 4     | 5 a 9   | 4     |
| 4     | 0 a 4   | 4     |

## Economia
El 2007 la població en edat de treballar era de 219 persones, 180 eren actives i 39 eren inactives. De les 180 persones actives 173 estaven ocupades (92 homes i 81 dones) i 7 estaven aturades (2 homes i 5 dones). De les 39 persones inactives 16 estaven jubilades, 13 estaven estudiant i 10 estaven classificades com a «altres inactius».

### Ingressos
El 2009 a Fontenoy-sur-Moselle hi havia 126 unitats fiscals que integraven 354 persones, la mediana anual d'ingressos fiscals per persona era de 23.626 €.

### Activitats econòmiques
Dels 13 establiments que hi havia el 2007, 1 era d'una empresa extractiva, 1 d'una empresa de fabricació d'altres productes industrials, 5 d'empreses de construcció, 2 d'empreses de comerç i reparació d'automòbils, 1 d'una empresa de transport, 1 d'una empresa d'hostatgeria i restauració, 1 d'una empresa immobiliària i 1 d'una empresa de serveis.
Dels 5 establiments de servei als particulars que hi havia el 2009, 1 era un guixaire pintor, 1 fusteria, 1 lampisteria, 1 empresa de construcció i 1 restaurant.

## Poblacions més properes
El següent diagrama mostra les poblacions més properes.